# El missioner
El missioner (títol original: The Missionary) és una pel·lícula britànica dirigida per Richard Loncraine, estrenada l'any 1982. Ha estat doblada al català.

## Argument
Després de deu anys treballant com a missioner a l'Àfrica, el reverend de l'Església d'Anglaterra Charles Fortesque (Michael Palin) rep l'ordre de tornar a Anglaterra la primavera de 1906 on se li adjudicarà una nova tasca: atendre les prostitutes dels Docklands de Londres.
D'altra banda, Charles arriba per casar-se amb Deborah Fitzbanks, la filla d'un altre clergue. Ella era només un nen quan se'n va anar, però ara és una dona jove amb ganes de casar-se i tenir molts fills.

## Repartiment
- Michael Palin: El Reverend Charles Fortescue
- Maggie Smith: Lady Isabel Ames
- Phoebe Nicholls : Deborah Fitzbanks
- Trevor Howard: Lord Henry Ames
- Graham Crowden: El Reverend Fitzbanks
- Denholm Elliott: El Bisbe
- Michael Hordern: Slatterthwaite
- Rosamund Greenwood: Lady Fermleigh
- Tricia George: Ada
- Anne-Marie Marriott: Emily
- Roland Culver: Lord Fermleigh
- David Suchet: Corbett
- Janine Duvitski: Millicent
- Valerie Whittington: Emmeline
- Timothy Spall: Parswell

## Premis
- Gran premi del Festival de Chamrousse 1985